# Koryfejivteatern
Koryfejivteatern (ukrainska: Театр корифеїв) är en teater i Kropyvnytskyj i Ukraina, grundad 1882. Den spelade en viktig roll i uppkomsten av en ukrainskspråkig teater i Ukraina.
År 1881 upphävdes det ryska förbudet att spela teater på ukrainska språket, varefter flera teatergrupper formades. Coryphaei-teatern grundades då av Marko Kropyvnytskyj. År 1883 gick teatern samman med Mychajlo Starjtskyjs teatersällskap. Teatern upphörde vara en permanent teater 1885, då teatern splittrades i två kringresande teatersällskap. 